# Bromeliagrion beebeanum
Bromeliagrion beebeanum – gatunek ważki z rodziny łątkowatych (Coenagrionidae). Występuje w północnej części Ameryki Południowej; stwierdzony w Gujanie i wschodniej Wenezueli.